# Салтарин білолобий
Салтарин білолобий (Lepidothrix serena) — вид горобцеподібних птахів родини манакінових (Pipridae).

## Поширення
Поширений на крайньому південному сході Гаяни, у Суринамі, Французькій Гвіані та північній частині Бразилії північніше річки Амазонки. Населяє підліски низинних вологих лісів, до 500 метрів над рівнем моря.